# رابرت استرلینگ
رابرت استرلینگ (انگلیسی: Robert Sterling؛ ۱۳ نوامبر ۱۹۱۷ – ۳۰ مهٔ ۲۰۰۶) یک هنرپیشه اهل ایالات متحده آمریکا بود.

## فیلم‌شناسی
از فیلم‌ها یا برنامه‌های تلویزیونی که وی در آن نقش داشته است می‌توان به زن دو چهره، یک رابطه همه‌جانبه و سفر به قعر دریا اشاره کرد.